# Tire-au-flanc
Tire-au-flanc è un film muto del 1928 diretto da Jean Renoir.
Alcuni autori (Carlo Felice Venegoni, Daniele Dottorini) lo citano col titolo tradotto in italiano Lo scansafatiche.

## Trama
Jean Dubois d'Ombelles, un giovane poeta, figlio di piccoli nobili, fidanzato alla cugina Solange, è chiamato a fare il servizio militare contemporaneamente al suo domestico, Joseph Turlot. Sua madre, Madame Blandin, invita a pranzo il colonnello Brochard per raccomandargli il figlio, ma una serie di imprevisti e comiche disavventure vanificano il tentativo. La vita di caserma si rivela per lui poco piacevole: scherzi pesanti dei commilitoni, risse, gavettoni, iniezioni, esercitazioni faticose nel bosco. Il giovane dovrà soffrire anche per amore per la volubilità della fidanzata. Non mancherà tuttavia il lieto fine.

## Produzione
Il film fu prodotto dalla società Néo-Film, direttore di produzione Pierre Braunberger.

### Renoir racconta
«Tire-au-flanc è un film di tipo commerciale, girato in tempi stretti e con un preventivo molto ridotto. Ebbi la fortuna di farvi debuttare Michel Simon che era già il grande attore che è rimasto. E la collaborazione con il ballerino Georges Pomiès, che la morte doveva presto toglierci, resta nei miei ricordi come una piacevole tappa della mia carriera. Le riprese di questo film burlesco, con delle parti tragiche e altre fiabesche, senza grandi rapporti con l'opera teatrale da cui era tratto, mi hanno procurato grandi soddisfazioni» (Souvenirs, in Le Point, XVIII, dicembre 1938).

### Riprese
La lavorazione avvenne nell'estate del 1928. Fu girato per gli interni negli studi di Billancourt e per gli esterni nella caserma delle “Cento Guardie” a Saint-Cloud e nella foresta di Saint-Cloud.

### Prima
L'anteprima si ebbe il 18 luglio 1928.
prima proiezione pubblica si ebbe nel dicembre 1928, all'Electric Cinéma di Parigi.

## Accoglienza
Dopo lo smacco finanziario avuto con Nanà arriva la richiesta grossolana di un vaudeville militare, così scrive Jean Douchet su Cahiers du cinéma, aggiungendo come sua opinione che questo è il film dove meglio si vede il genio della messa in scena di Renoir: Il regista osa tutto ciò che è proibito e il suo modo di fare entrare e uscire i personaggi dall'inquadratura, perfino nella stessa scena, e di non riprendere che un braccio, una gamba o una mano davanti alla cinepresa, dà l'impressione che la vita sgorghi dappertutto per poi ripartire in tutte le direzioni.
Il film, insieme a Le tournoi, ebbe un discreto successo. È reperibile en web in Internet Archive.

### Critica
«Il film procede con un ritmo che lo rende ancor oggi gradevole e divertente e ne fa uno spettacolo confezionato in modo eccellente, con una direzione d'attori che può dirsi perfetta, messa in risalto dalla scoperta di un talento straordinario: quello di Michel Simon, qui alla sua prima esperienza con Renoir (Michel Simon girerà poi col regista altri due film memorabili: La cagna e Boudu salvato dalle acque)».

### Tecnica cinematografica
Renoir fa un uso frequente di panoramiche e cambi di messa a fuoco tra primi piani e sfondo. Dal punto di vista espressivo grazie alla prima tecnica passa di continuo dalla narrazione alla farsa, conferendo così al film il ritmo della vaudeville; con la seconda si muove nella stessa direzione: l'estrema mobilità della cinepresa “disarticola la narrazione a vantaggio della scenetta e della gag”.
«Come in Nanà, anche ne Lo scansafatiche il gesto renoiriano consiste nel rompere i limiti prefissati dell'inquadratura, nel fare del movimento cinematografico un movimento che non ricompone lo spazio e l'azione in un tutto articolato, ma che, come dice Deleuze, eccede sempre i limiti del quadro».

## Sequenze celebri
La sequenza finale: i soldati recitano un breve dramma pastorale nella Salle des Fêtes del reggimento. Appaiono in questa sequenza molti dei motivi caratteristici della poetica renoiriana: 
- il teatro nel teatro, il rapporto fra cinema e commedia dell'arte;
- l'aspetto ludico, il gioco e l'evasione insite nel lavoro del set e in quello dell'attore e del regista:
- l'aspetto dionisiaco, espresso qui (e in film successivi come Boudu salvato dalle acque, La scampagnata, Picnic alla francese) dal rapporto fauno-ninfa, personaggi rappresentati come elementi destabilizzanti dell'ordine sociale e prefigurazioni dell'artista stesso; altrove questo ruolo sarà affidato al personaggio del clochard-artista (La cagna) e al personaggio del bracconiere (La regola del gioco, L'angelo del male).[7]